# Soma Quality Recordings
Soma Quality Recordings – szkocka wytwórnia płytowa z siedzibą w Glasgow, założona w 1991 roku przez duet muzyki elektronicznej Slam. Firma specjalizuje się w wydawaniu i promocji wykonawców muzyki techno oraz house.

## Artyści
- Gary Beck
- Beroshima
- Croucher & Myles
- Daft Punk
- Decimal
- Funk D'Void
- Harvey McKay
- Hystereo
- Jandroide
- Lee Van Dowski
- Let's Go Outside
- Mark Henning
- Massi DL & Xpansul
- Mr. Copy
- My Robot Friend
- Octogen
- One Dove
- Repeat Repeat
- Roberto Clementi
- Sci.Fi Hi.Fi
- Sci.Fi Lo.Fi
- Silicone Soul
- Slam
- Vector Lovers